# Festival d'Angoulême 2005
Le 32e festival international de la bande dessinée d'Angoulême a eu lieu du 27 au 30 janvier 2005.

## Affiche
L'auteur de l'affiche est Zep.

## Palmarès
Le palmarès de l'édition 2005 du Festival international de la bande dessinée d'Angoulême est indiqué ci-dessous. Il se compose de dix prix officiels et d'autres prix indépendants de l'organisation du festival mais qui ont été remis durant celui-ci. Le vainqueur du prix est mentionné en gras, suivi par les albums nommés.

### Grand prix de la ville d'Angoulême
Le grand prix de la ville d'Angoulême a été remis à Georges Wolinski, illustrateur de presse politique, et auteur de bandes dessinées, collaborateur notamment des magazines Hara-Kiri et Charlie Hebdo. Wolinski, en tant que rédacteur en chef de Charlie Mensuel, a de plus contribué à faire connaître au public français des auteurs tels que Harvey Kurtzman (Mad), Guido Crepax (Valentina) ou encore Charles Schulz (Peanuts).

### Prix décernés par le grand jury
- Prix du meilleur album : Poulet aux prunes de Marjane Satrapi, éd. L'Association, Paris
  - Panorama de l'enfer de Hideshi Hino, éd. Imho, Paris
  - Louis Riel de Chester Brown, éd. Casterman, Bruxelles
  - Une tragédie américaine de Kim Deitch, éd. Denoël Graphic, Paris
  - Lupus : Tome 2 de Frederik Peeters, éd. Atrabile, Genève
  - L'Homme sans talent de Yoshiharu Tsuge, éd. Ego comme X, Angoulême
  - Mariée par correspondance de Mark Kalesniko, éd. Paquet, Genève

- Prix du scénario : Comme des lapins de Ralf König, éd. Glénat, Grenoble
  - Y, le dernier homme : Tome 2 de Brian K. Vaughan et Pia Guerra, éd. Semic, Paris
  - Le Marquis d'Anaon : la Providence de Fabien Vehlmann et Matthieu Bonhomme, éd. Dargaud, Paris
  - Summer of Love de Debbie Drechsler, éd. L'Association, Paris
  - Le Tour de valse de Ruben Pellejero et Denis Lapière, éd. Dupuis, Marcinelle
  - Clichés Beyrouth 1990 de Christophe Gaultier, Bruno et Sylvain Ricard, éd. Les Humanoïdes Associés, Paris
  - Le Sang des Valentines de Christian De Metter et Catel Muller, éd. Casterman, Bruxelles

- Prix du dessin : le Sommet des dieux : Tome 2 de Jirô Taniguchi et Yumemakura Baku, éd. Kana, Bruxelles
  - Donjon Monsters : les Profondeurs de Lewis Trondheim, Joann Sfar, Patrice Killoffer, éd. Delcourt, Paris
  - D-day, le jour du désastre : les Mangeurs de vie de Scott Hampton et David Brin, éd. Les Humanoïdes Associés, Paris
  - L'Enragé de Baru, éd. Dupuis, Marcinelle
  - Wolverine Snikt ! de Tsutomu Nihei, éd. Marvel France, Saint-Laurent-du-Var
  - La Malle Sanderson de Jean-Claude Götting, éd. Delcourt, Paris
  - Smart Monkey de Winshluss, éd. Cornélius, Paris

- Prix du premier album : De mal en pis de Alex Robinson, éd. Rackham, Paris
  - Blankets, manteau de neige de Craig Thompson, éd. Casterman, Bruxelles
  - L'Immeuble d'en face de Vanyda, éd. La Boîte à bulles, Paris
  - Extrême-Orient : Li Fuzhi de Franck Bourgeron, éd. Vents d'Ouest, Issy-les-Moulineaux
  - Love my life de Ebine Yamaji, éd. Asuka, Paris
  - Same difference de Derek Kirk Kim, éd. 6 Pieds sous terre, Frontignan
  - Trois éclats blancs de Bruno Le Floc'h, éd. Delcourt, Paris

- Prix de la série : les Formidables Aventures de Lapinot : la Vie comme elle vient de Lewis Trondheim, éd. Dargaud, Paris
  - Coq de combat de Izō Hashimoto et Akio Tanaka, éd. Delcourt, Paris
  - Un privé à la cambrousse : Chambre froide de Bruno Heitz, Éditions du Seuil, Paris
  - Daredevil : Le Scoop de Brian Michael Bendis et Alex Maleev, éd. Marvel France, Saint-Laurent-du-Var
  - Le Cri du peuple : le Testament des ruines de Jacques Tardi et Jean Vautrin, éd. Casterman, Bruxelles
  - Buddy Longway : Révolte de Derib, éd. Le Lombard, Bruxelles
  - Universal War One : Babel de Denis Bajram, éd. Soleil, Toulon

- Prix du patrimoine : Concombre masqué : L’intégrale des années Pilote de Nikita Mandryka, éd. Dargaud, Paris
  - Les Mythes de Cthulhu de Alberto Breccia et Howard Phillips Lovecraft, éd. Rackham, Paris
  - Gen d'Hiroshima de Keiji Nakazawa, éd. Vertige Graphic, Paris
  - Ragnar de Eduardo Teixeira Coelho et Jean Ollivier, éd. Glénat, Grenoble
  - Mystérieuse matin, midi et soir de Jean-Claude Forest, éd. L'Association, Paris
  - Félix, l'intégrale de Maurice Tillieux, éd. Niffle, Paris
  - Spider-Man de Stan Lee, John Romita Senior et John Buscema, éd. Marvel France, Saint-Laurent-du-Var

### Autres prix du festival
- Prix public du meilleur album : Le Sang des Valentines de Christian De Metter et Catel, éd. Casterman, Bruxelles
  - Poulet aux prunes de Marjane Satrapi, éd. L'Association Paris
  - Coq de combat de Izō Hashimoto et Akio Tanaka, éd. Delcourt, Paris
  - La Malle Sanderson de Jean-Claude Götting, éd. Delcourt, Paris
  - Jeremiah : Et si un jour, la Terre… de Hermann, éd. Dupuis, Marcinelle
  - Le Tour de valse de Ruben Pellejero et Denis Lapière, éd. Dupuis, Marcinelle
  - Thorgal : Kriss de Valnor de Grzegorz Rosiński et Jean Van Hamme, éd. Le Lombard, Bruxelles
  - Je veux le prince charmant de Hélène Bruller, éd. Albin Michel, Paris
  - Lucky Luke : la Belle Province de Laurent Gerra et Achdé, éd. Dargaud, Paris
  - Une aventure extraordinaire de Vincent Van Gogh : la Ligne de front de Manu Larcenet, éd. Dargaud, Paris
  - Playback de Ted Benoit et François Ayroles, éd. Denoël Graphic, Paris
  - Say Hello to Black Jack de Sato Shuho, éd. Glénat, Grenoble
  - Lou de Julien Neel, éd. Glénat, Grenoble
  - Louis Riel de Chester Brown, éd. Casterman, Bruxelles

- Prix jeunesse 7-8 ans : Les P'tits Diables : C'est pas nous d'Olivier Dutto, éd. Soleil, Toulon

- Prix jeunesse 9-12 ans : Lou ! : Journal infime de Julien Neel, éd. Glénat, Grenoble
  - Le Scorpion : le Démon du Vatican de Enrico Marini et Stephen Desberg, éd. Dargaud, Paris
  - Les Profs, tome 6 Classe touriste de Pica et Erroc, éd. Bamboo
  - Navis : Houyo de Philippe Buchet, José-Luis Munuera et Jean-David Morvan, éd. Delcourt, Paris
  - Tessa agent intergalactique : Sidéral Killer de Mitric, Louis & Lamirand, éd. Soleil, Toulon

- Prix de la bande dessinée alternative : Glömp ex æquo avec Laikku
- Prix jeune talent : Vincent Perriot
- Prix de la communication : 24h sous tension réalisée pour les laboratoires Pfizer par l’agence Corporate fiction, illustrations de Denis Bodart
- Prix de la bande dessinée scolaire : Sébastien Héron (prix humour), Matthieu Deglas Tacita (prix du scénario), Kevin Dupas et Hadrien Moret (prix du graphisme), Jérémie Moreau (grand prix du concours de la bande dessinée)
- Prix partenaire du festival (Prix René Goscinny) : Trois éclats blancs de Bruno Le Floc'h, éd. Delcourt, Paris

### Prix remis dans le cadre du festival
- Prix hommage pour l'ensemble de son œuvre : Yoshihiro Tatsumi[1]
- Prix du jury œcuménique de la bande dessinée : Le Combat ordinaire : Les Quantités négligeables de Manu Larcenet, éd. Dargaud, Paris
- Prix Canal BD : Chute de vélo de Étienne Davodeau, éd. Dupuis, Marcinelle
- Prix Tournesol : Le Combat ordinaire : Les Quantités négligeables de Manu Larcenet, éd. Dargaud, Paris
- Prix de l'École de l'image : Martin Tom Dieck

## Déroulement du festival

### Polémique autour des nommés
Dans une lettre adressée à Benoît Mouchart (directeur artistique), Jean-Marc Thévenet et Thierry Bellefroid, l'auteur Joann Sfar reproche à ces derniers une sélection d'albums inappropriée, composée en grande partie d'albums américains ou japonais sortis il y a dix ou parfois vingt ans, choix qui laisserait entendre que le champ franco-belge ne produit plus rien de bon et que les seules bonnes bandes dessinées parues récemment sont en fait des œuvres anciennes. Plusieurs articles à ce sujet ont été publiés sur le site Actua BD en décembre 2004.

### Officiels
- Présence officielle de Jean-François Lamour, ministre de la Jeunesse, des Sports et de la Vie Associative, le 27 janvier. Dans une interview celui-ci se dit féru de bandes dessinée et explique sa présence à double-titre : le fait qu'il représente la jeunesse d'une part et le rapport entre sport et bande dessinée d'autre part.
- Renaud Donnedieu de Vabres, ministre de la Culture et de la Communication était présent le vendredi 28 janvier pour remettre les insignes de chevalier des Arts et des Lettres à Art Spiegelman. Le ministre a au passage affirmé son goût pour la bande dessinée «Mode d'expression et d'intelligence exceptionnelle, art à part entière et moyen de faire découvrir la lecture». Il a fait part de son souhait de soutenir la bande dessinée à tout point de vue et aussi de «tout faire pour conforter le rôle d'Angoulême comme capitale mondiale de la bande dessinée»".

### People
La troupe de Star Academy et le groupe L5 présentaient les albums de bande dessinée qui leur sont consacrés.

### Organisation du festival
L’Espace Fanzines prend le nom d'« Espace BD Alternative ».

### Spectacles
- Concert de dessins : sur une idée de Zep et Benoît Mouchart, des dessinateurs mettent en image, en public et avec accompagnement musical, le scénario que leur ont préparé José-Louis Bocquet et Thierry Smolderen. Les dessinateurs participants sont Zep, Nicolas de Crécy, Philippe Dupuy et Charles Berberian, Johan De Moor, Jean-Christophe Chauzy, Blutch, O'Groj, Stan et Vince. La musique est composée par Areski Belkacem. Trois séances ont lieu les 27, 28 et 29 janvier. C'est un immense succès public : la dernière représentation, au théâtre, réunit un public de plus de 700 personnes tandis que 3000 personnes sont refoulées, faute de place.

### Expositions
- Zep, au musée de la bande dessinée
- David Prudhomme à l'École Supérieure de l'Image
- Picsou, place St Martial (à noter, la présence de Don Rosa et Giorgio Cavazzano)
- Claire Wendling, au musée du papier
- Dave Cooper, à l'hôtel Saint Simon
- Hugo Pratt, aux ateliers Magelis
- Mix & Remix, à la maison des jumelages
- Blake et Mortimer à Angoulême !, au théâtre d'Angoulême
- Origines et avenirs de la bande dessinée, au théâtre d'Angoulême
- La musique dans la tradition africaine, au Conservatoire Gabriel Fauré, qui fait découvrir au public des planches d'auteurs du Bénin, du Congo-Kinshasa, de Madagascar, du Gabon, de la Centrafrique, du Cameroun, de Côte d’Ivoire, du Maroc et d’Algérie.
- Jeunes Talents, place des halles

### ExpositionsOff
- Underboom (underground), à l'Éperon
- L'Oubapo, au CNBDI

### Autres
- L'auteur japonais Hiroyuki Takei a été fait citoyen d'honneur de la ville d'Angoulême.
- Présence de Art Spiegelman, décoré par le ministre de la Culture (voir plus haut), dont le discours de circonstance a été ressenti comme très émouvant par ceux qui y ont assisté.
- La fréquentation du salon était, selon ses organisateurs, de 200 000 personnes, soit le plus haut niveau historique de la manifestation.

## Jury
Comme le veut la tradition, le jury du 32e Festival d'Angoulême était présidé par Zep, grand prix en 2004. Les autres membres étaient Antoine Duplan, Christophe Ono-Dit-Biot, Serge Tisseron, Ariane Valadié, Monique Younès et Martin Winckler. La pré-sélection a été assurée par Benoît Mouchart, Jean-Marc Thévenet et Thierry Bellefroid (cf. la section « déroulement du festival »).
Le Comité de sélection se compose également de Olivier Jalabert, Nicolas Finet, José-Louis Bocquet et Julien Bastide.